# U-412
U-412 — средняя немецкая подводная лодка типа VIIC времён Второй мировой войны.

## История
Заказ на постройку субмарины был отдан 30 октября 1939 года. Лодка была заложена 7 марта 1941 года на верфи Данцигер Верфт в Данциге под строительным номером 113, спущена на воду 15 декабря 1941 года. Лодка вошла в строй 29 апреля 1942 года под командованием оберлейтенанта Вальтера Ярмаркера.

### Флотилии
- 29 апреля 1942 года — 1 октября 1942 года — 8-я флотилия (учебная)
- 1 октября 1942 года — 22 октября 1942 года — 9-я флотилия

### История службы
Лодка совершила один боевой поход. Успехов не достигла. Потоплена 22 октября 1942 года к северо-востоку от Фарерских островов, в районе с координатами 63°55′ с. ш. 00°24′ в. д., глубинными бомбами с британского самолёта типа «Веллингтон». 47 погибших (весь экипаж).

### Происшествия
- 8 июля 1942 года во время тренировки в Балтийском море один из вахтенных офицеров был смыт за борт.